# Quasicristall

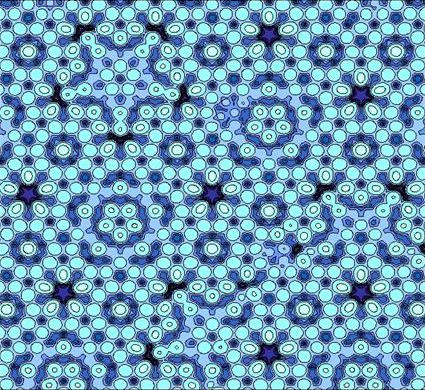
Model atòmic d'un quasicristall de plata-alumini (Ag-Al)

Un quasicristall és una estructura cristal·lina que està ordenada però que no és periòdica. Formen patrons que omplen tot l'espai encara que no tenen simetria translacional. Mentre que els cristalls, d'acord amb el clàssic teorema de restricció cristal·logràfic, poden tenir només simetries rotacionals de 2, 3, 4, i 6 plecs, el patró de difracció de Bragg dels quasicristalla mostra pics aguts amb altres ordres de simetria, per exemple de 5 plecs.
Les estructures quasiperiòdiques eren ja conegudes molt abans del segle xx, Per exemple els arabescs medievals islàmics com els de l'Alhambra de Granada i la mesquita d'Esfahan es disposen seguint un patró de quasicristall.
Els quasicristalls van ser investigats i observats ben aviat però fins a la dècada de 1980 van ser ignorats en favor dels punts de vista prevalents sobre l'estructura atòmica de la matèria.
A grans trets, un ordenamint és no-periòdic si li manca simetria translacional, que significa que una còpia voltejada mai correspondrà exactament amb el seu original.
Dan Shechtman, de l'Institut de tecnologia d'Israel, (Technion) va rebre el Premi Nobel de Química el 2011 per les seva recerca, a partir de 1984, en els quasicristalls. Originalment, aquesta nova forma de matèria, els quasicristalls, van ser anomenats "Shechtmanita" en honor del descobriment de Shechtman que va trigar anys a ser legitimat científicament.